# Hội chứng serotonin
Hội chứng serotonin (SS) là một nhóm các triệu chứng có thể xảy ra khi sử dụng một số loại thuốc hoặc serotonergic. Mức độ của các triệu chứng có thể từ nhẹ đến nặng. Các triệu chứng bao gồm nhiệt độ cơ thể cao, kích động, tăng phản xạ, run, đổ mồ hôi, giãn đồng tử và tiêu chảy. Nhiệt độ cơ thể có thể tăng lên hơn 41,1 °C (106,0 °F). Các biến chứng có thể bao gồm co giật và tiêu cơ bắp trên diện rộng.
Hội chứng serotonin thường được gây ra bởi việc sử dụng hai hoặc nhiều loại thuốc serotonergic. Điều này có thể bao gồm chọn lọc chất ức chế tái hấp thu serotonin (SSRI), serotonin norepinephrine tái hấp thu chất ức chế (SNRI), chế monoamine oxidase inhibitor (MAOI), thuốc chống trầm cảm ba vòng (TCAs), amphetamine, pethidine (meperidine), tramadol, dextromethorphan, buspirone, L-tryptophan, 5 -HTP, St. John's wort, triptans, ecstasy (MDMA), metoclopramide, ondansetron hoặc cocaine. Nó xảy ra trong khoảng 15% quá liều SSRI. Đó là hậu quả có thể dự đoán của việc thừa serotonin trên hệ thống thần kinh trung ương (CNS). Việc khởi phát các triệu chứng thường trong vòng một ngày của việc thừa serotonin.
Chẩn đoán dựa trên các triệu chứng và tiền sử sử dụng thuốc của người bệnh. Các điều kiện khác có thể tạo ra các triệu chứng tương tự như hội chứng ác tính thần kinh, tăng thân nhiệt ác tính, độc tính kháng cholinergic, say nắng và viêm màng não nên được loại trừ. Không có xét nghiệm trong phòng thí nghiệm có thể xác nhận chẩn đoán.
Điều trị ban đầu bao gồm ngừng thuốc có thể đóng góp. Ở những người bị kích động, có thể sử dụng các thuốc benzodiazepin. Nếu điều này là không đủ, một chất đối kháng serotonin như cyproheptadine có thể được sử dụng. Ở những người có nhiệt độ cơ thể cao, các biện pháp làm mát tích cực có thể cần thiết. Số trường hợp hội chứng serotonin xảy ra mỗi năm là không rõ ràng. Với điều trị thích hợp, nguy cơ tử vong là dưới một phần trăm. Trường hợp phiên xử cái chết của Libby Zion, người thường được chấp nhận đã chết vì hội chứng serotonin, dẫn đến những thay đổi trong giáo dục y khoa sau đại học ở bang New York.